# Nové infekční nemoci
Nové infekční nemoci či nově se objevující infekční nemoci (z Emerging Infectious Diseases – EID) jsou infekční onemocnění, jejichž výskyt se v posledních cca 20 letech zvyšuje. Zároveň se jedná o nemoci, které mají potenciál stát se zdravotní, epidemickou a pandemickou hrozbou v současnosti a v blízké budoucnosti.
Jedná se o:
- onemocnění způsobená novými infekčními agens (virus Nipah, virus riftové horečky, horečka Lassa, horečka Chikungunya, nemoc X)
- onemocnění způsobená novými kmeny či druhy známých infekčních agens (např. HIV, MERS, SARS, lymeská borrelióza)
- nová infekční onemocnění vzniklá změnou nebo vývojem již známého infekčního agens (např. drift a shift u chřipky typu A)
- známá infekční onemocnění, která se šíří na novém území (např. západonilská horečka; virus Zika: Uganda → Nigérie → jihovýchodní Asie → Mikronésie → státy Jižní Ameriky + Latinské Ameriky)

Na seznamu WHO jsou k již uvedenému onemocnění způsobené virem Nipah, horečce Lassa, horečce riftového údolí, MERS a SARS dále:
- krymsko-konžská hemoragická (krvácivá) horečka
- ebola (filoviry)
- hemoragická horečka Marburg (filoviry)